# IRS Airlines
IRS Airlines war eine nigerianische Fluggesellschaft mit Sitz in Lagos und Basis auf dem Flughafen Lagos.

## Flotte

### Aktuelle Flotte
Die Flotte der IRS Airlines bestand aus sechs Fokker 100 mit einem Durchschnittsalter von 23,9 Jahren. Von sechs Flugzeugen ist derzeit nur eines aktiv.

### Ehemalige Flugzeugtypen
In der Vergangenheit wurden Boeing 727-200, Boeing 747-200 sowie Boeing 737-200 und Fokker F28-4000 eingesetzt.

## Zwischenfälle
IRS Airlines verzeichnete in ihrer Geschichte zwei Zwischenfälle:
- Am 29. Juni 2005 musste eine Fokker 100 (Kennzeichen 5N-COO) aufgrund von Hydraulikproblemen notlanden.[8]

- Am 10. Mai 2014 wurde eine Fokker 100 (5N-SIK) nach einem C-Check in Bratislava nach Kano überführt. Nach einem Sandsturm hatte das Flugzeug zu wenig Treibstoff und war zu einer Notlandung gezwungen, bei der die Maschine beträchtlichen Schaden erlitt.[9]